# Templo Ecuménico El Salvador

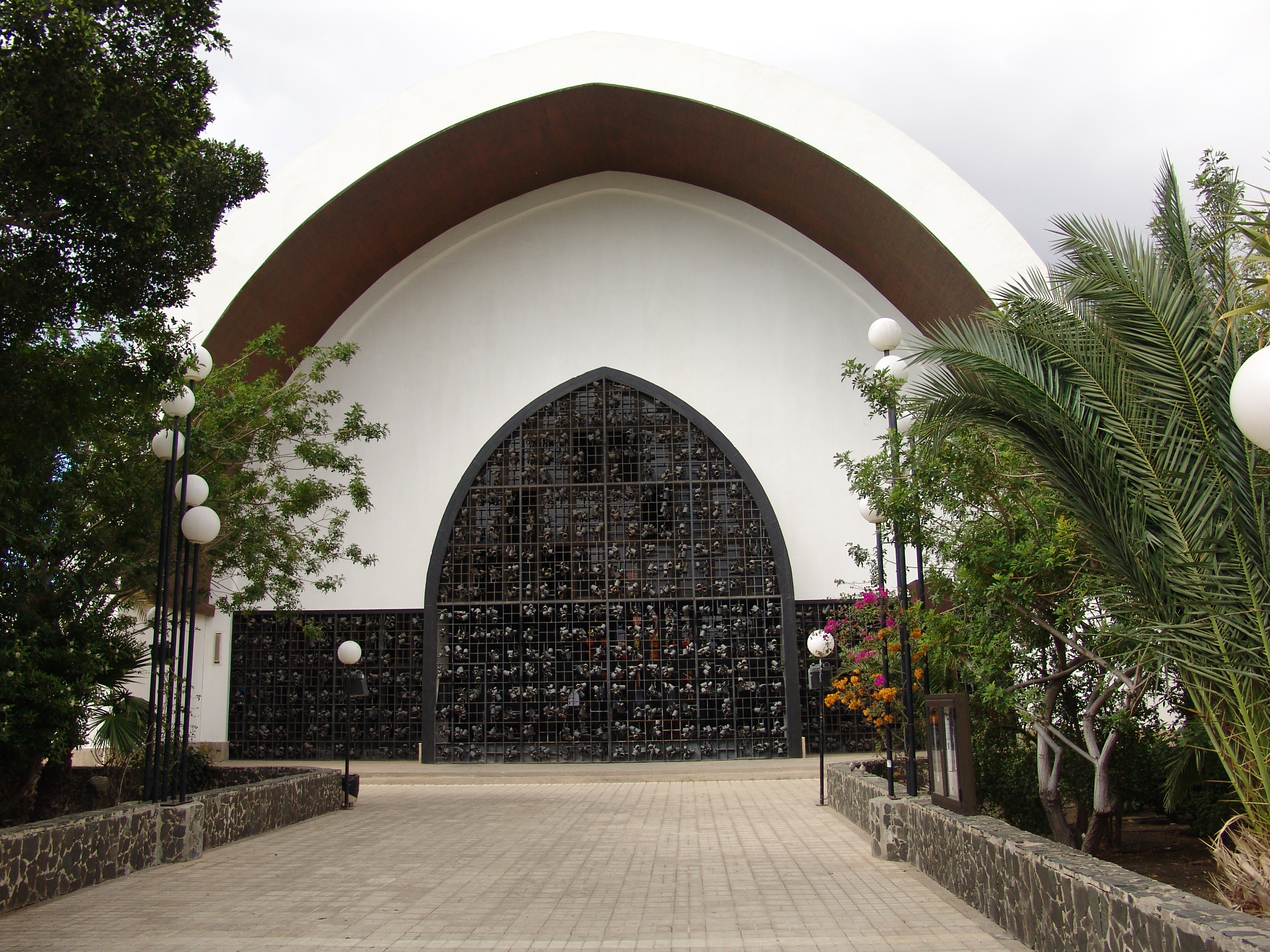
Templo Ecuménico El Salvador

Der Templo Ecuménico El Salvador ist ein ökumenisch genutztes Kirchengebäude in Playa del Inglés auf Gran Canaria. Das Gebäude wurde vom Architekten Manuel de la Peña Suarez entworfen. Baubeginn war 1968, fertiggestellt wurde der Sakralbau 1971. Die Ausgestaltung der Fenster und des Innenraumes oblag dem Bildhauer und Künstler Juan Antonio Giraldo; die Außenfassade mit Metallrohren wurde von José Abad gestaltet. Im Templo Ecuménico sind bis zu 15 christliche Geistliche tätig, die evangelische, katholische und freikirchliche Gottesdienste in folgenden Sprachen abhalten:
- Spanisch
- Deutsch
- Englisch
- Schwedisch
- Norwegisch
- Finnisch
- Dänisch
- Niederländisch

## Orgel
In der Kirche steht eine Orgel Gerhard Grenzing aus dem Jahre 1980. Sie verfügt über 18 Register auf 2 Manualen und Pedal und über einen Tremulant.

## Galerie

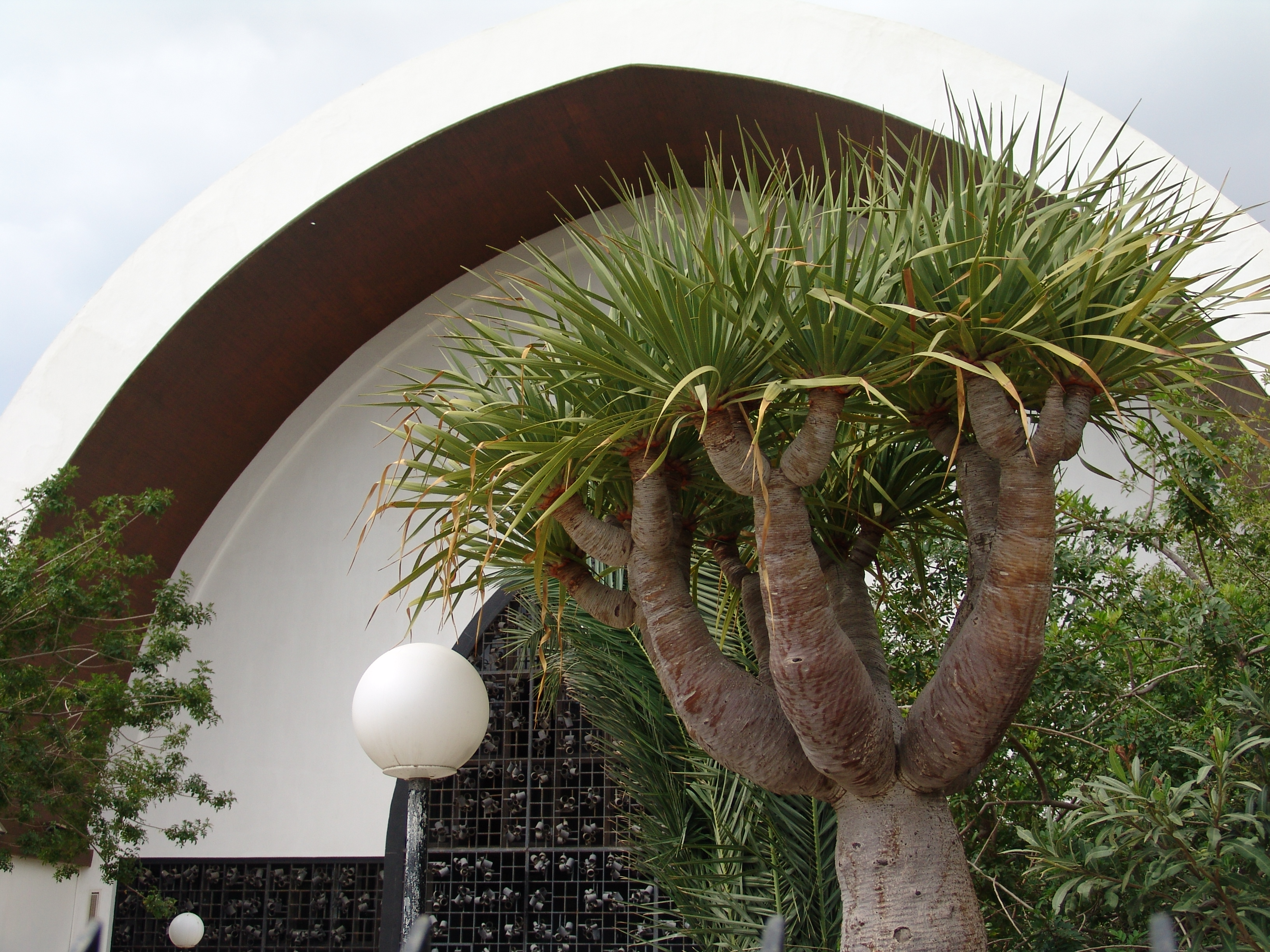
Blick von Nord-Ost
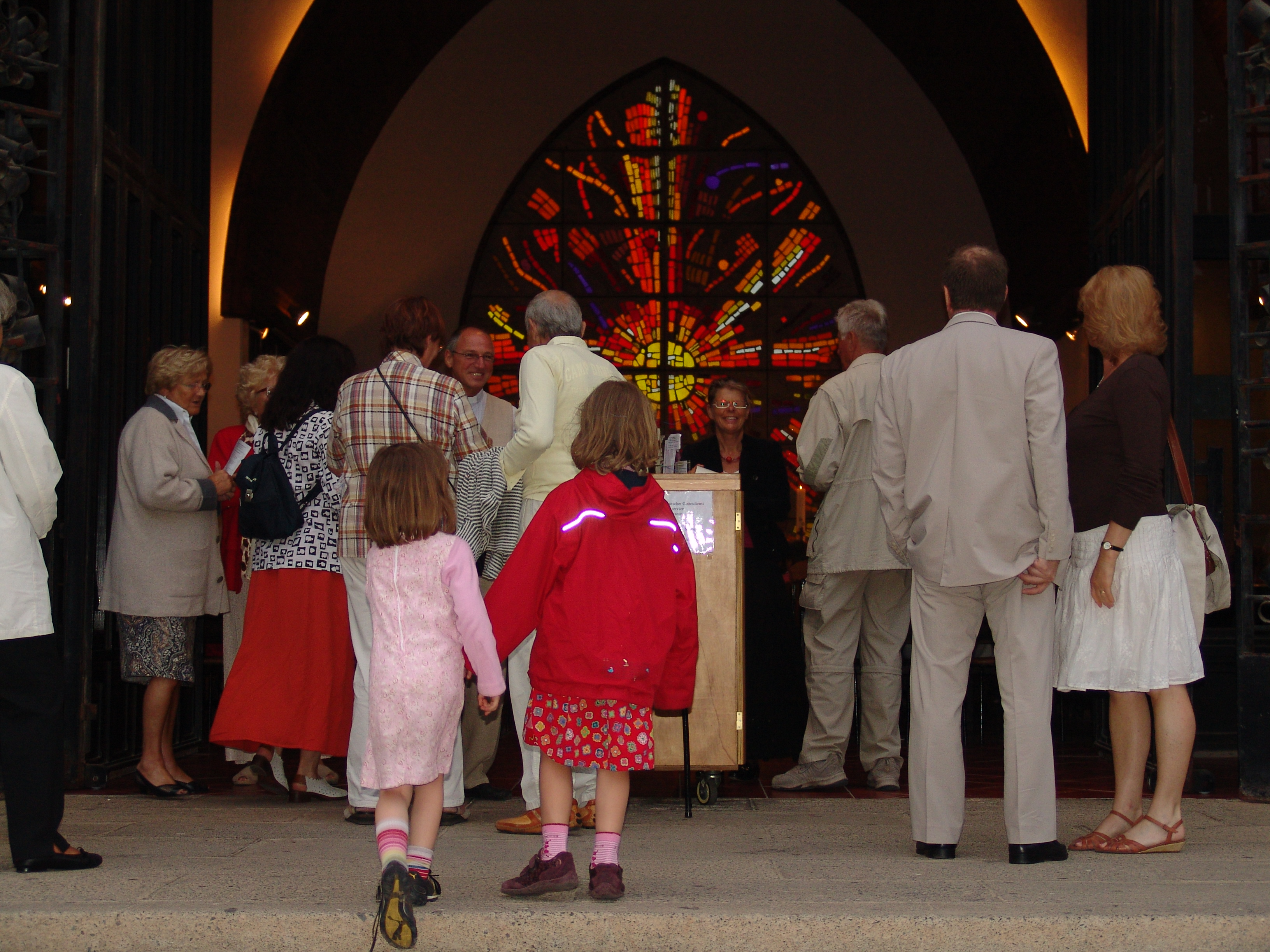
Blick durch das geöffnete Ostportal, durch das Kirchenschiff, hin zum Westfenster
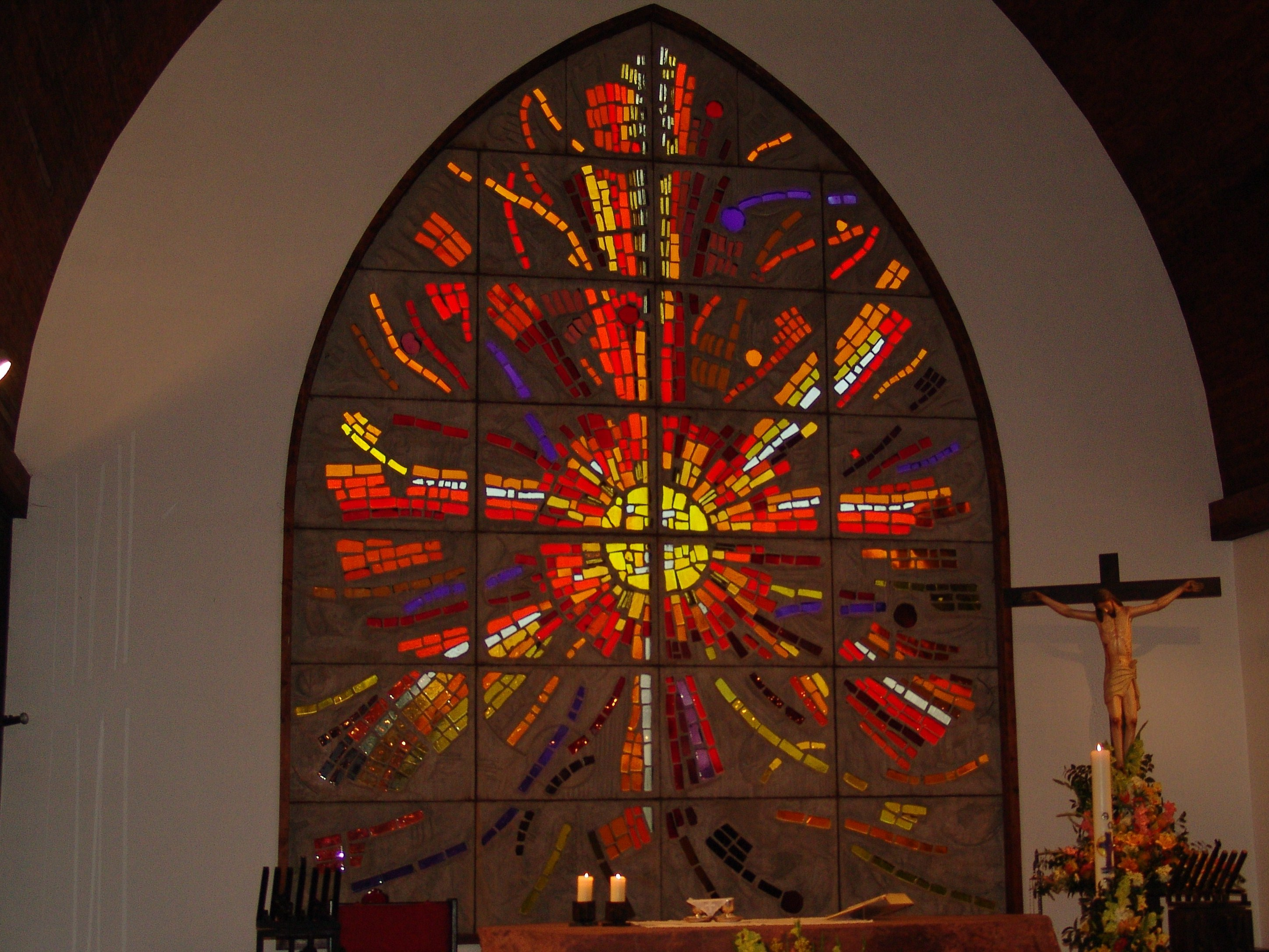
Von der Abendsonne erleuchtetes Westfenster
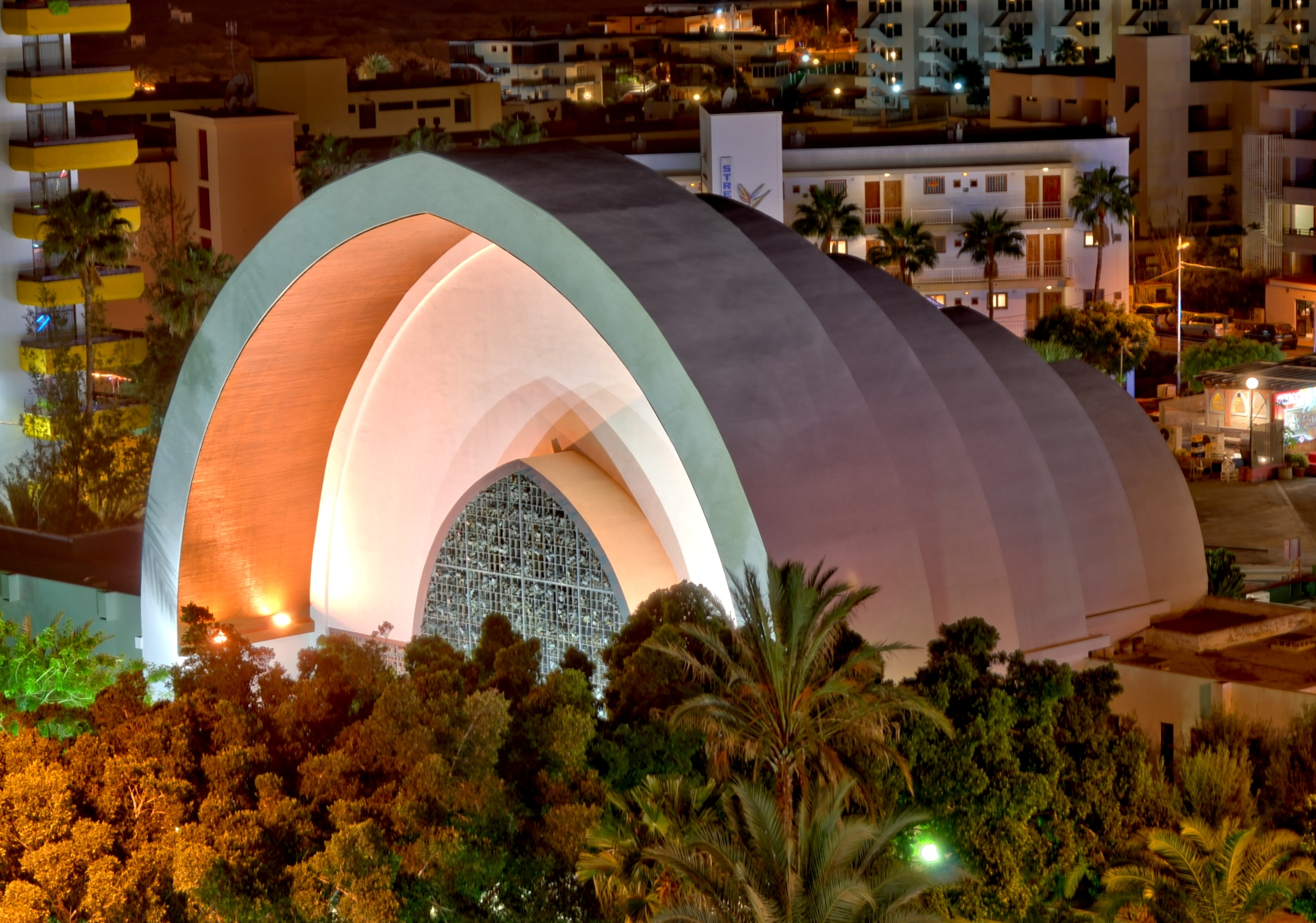
Bei Nacht vom Maritim Playa aus fotografiert
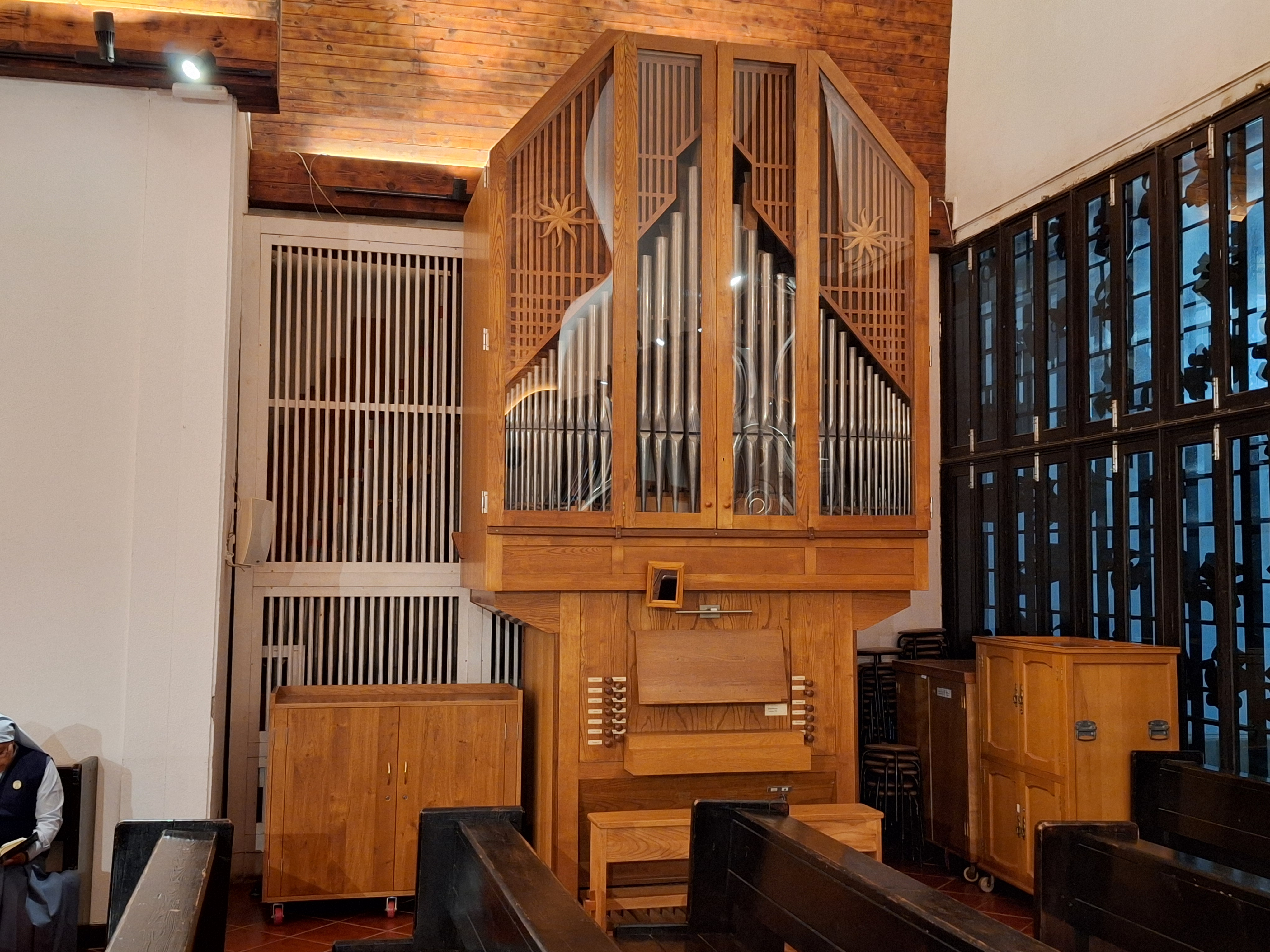
Grenzing-Orgel (1980)